# کوه هایندمن
کوه هایندمن (به انگلیسی: Hyndman Peak) یک کوه در ایالات متحده آمریکا است که در آیداهو واقع شده‌است. کوه هایندمن ۳٬۶۶۱٫۳ متر بالاتر از سطح دریا واقع شده‌است.